# Лесбийские отношения в искусстве

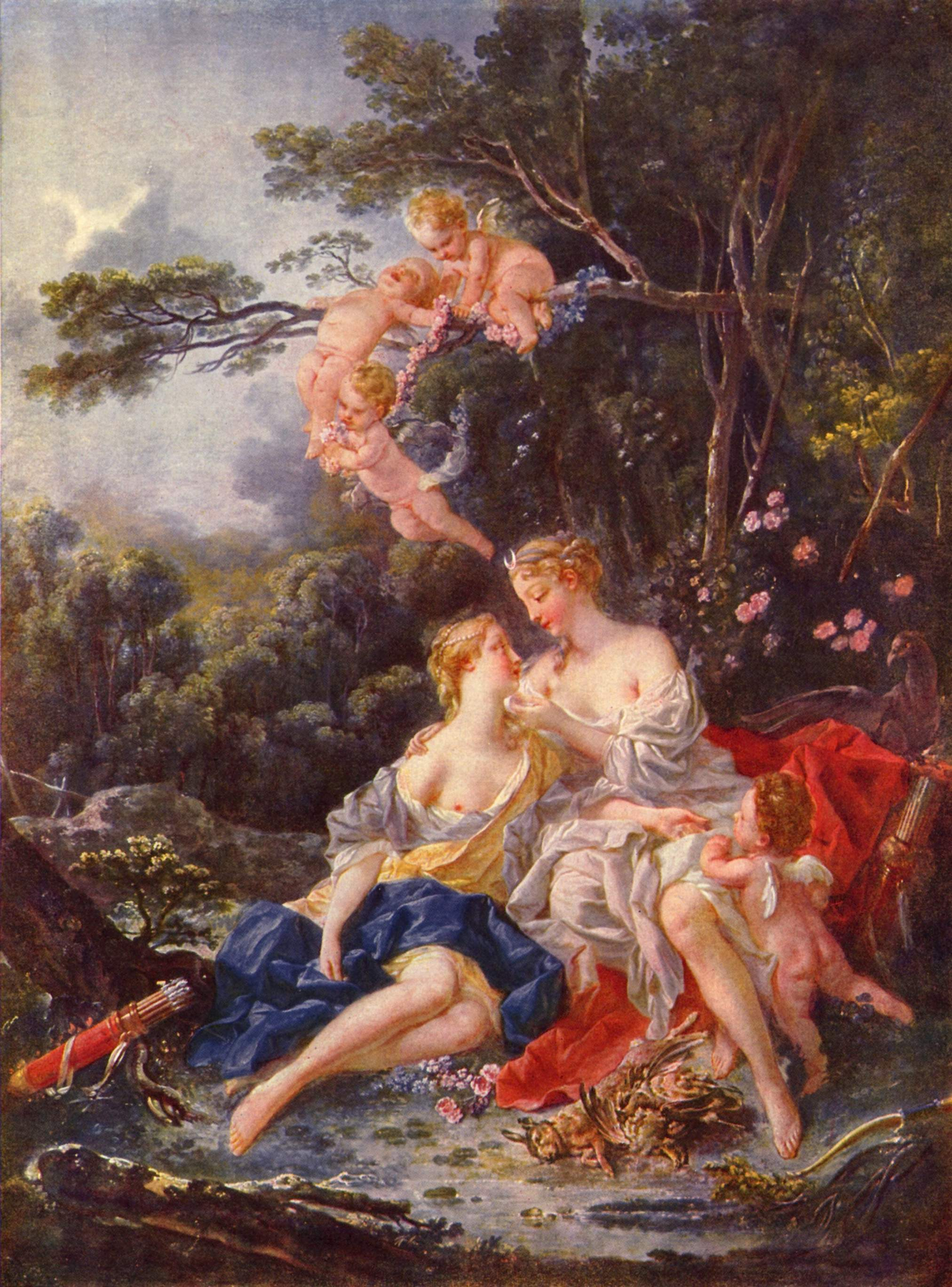
Ф. Буше. «Каллисто и Юпитер». Масло. 1744. Государственный музей изобразительных искусств имени А. С. Пушкина. Москва. Зевс принимает образ Артемиды и делит ложе с Каллисто

Тема лесбийских отношений встречается в искусстве начиная со времён античности.

## Живопись

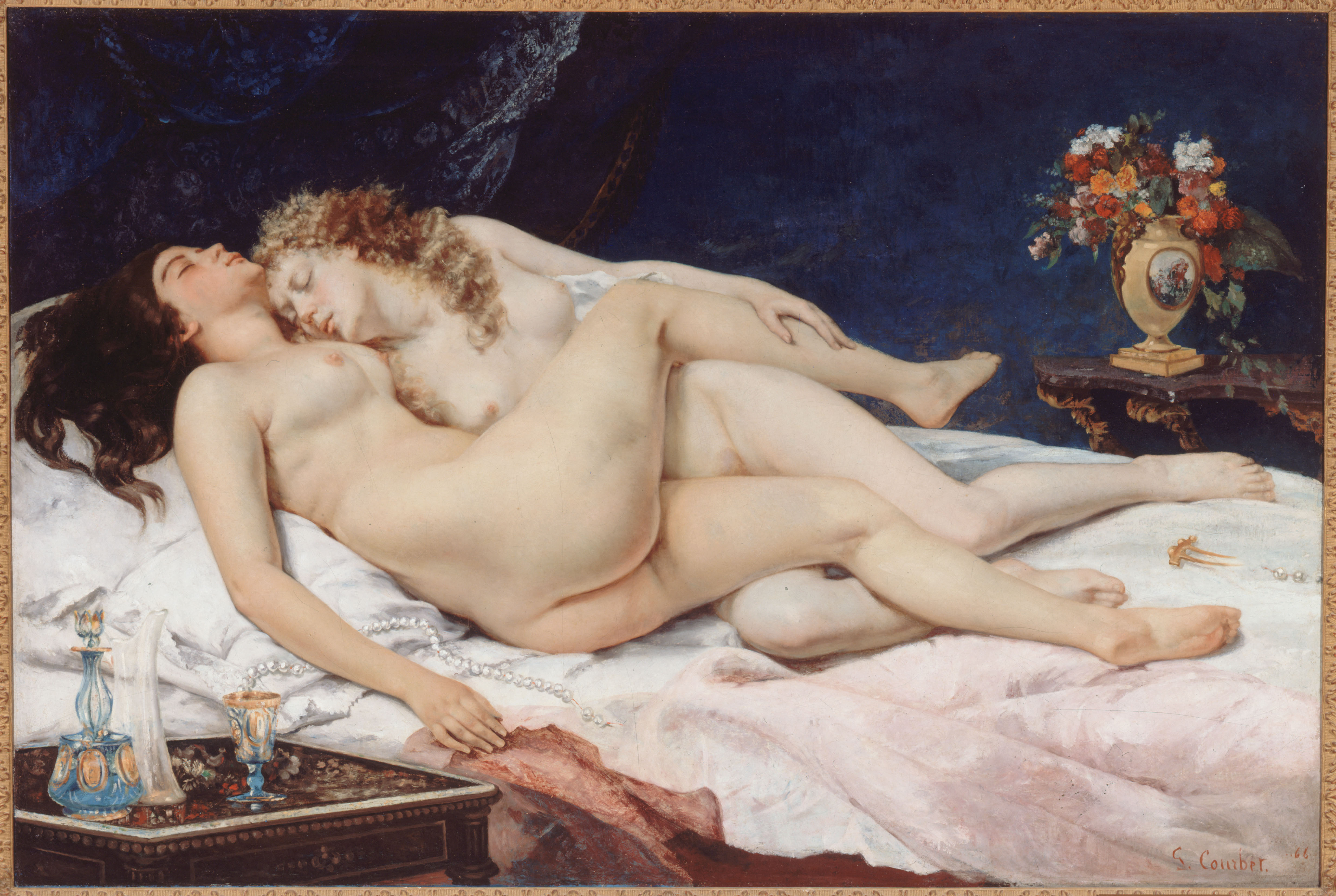
Г. Курбе. «Спящие (сон)». Масло. 1866. Малый дворец, Париж.

В европейской культурной традиции первым и единственным из дошедших до нас примеров визуального воплощения лесбийских отношений являются фрески Thermae suburbanae римского города Помпеи. В последующие времена лесбийские отношения в европейской культуре являлись табуированным явлением вследствие однозначно негативного рассмотрения в христианской религиозной практике. Позднее, с восстановлением интереса к античности и античной мифологии, картины на определённые сюжеты, трактуемые как лесбийские, либо содержащие лесбийский эротический подтекст стали появляться в творчестве таких европейских мастеров, как Франсуа Буше, Джозеф Мэллорд Уильям Тёрнер, Жан Огюст Доминик Энгр (тондо «Турецкие бани»), Гюстав Курбе, Анри де Тулуз-Лотрек, Густав Климт, Эгон Шиле, Кристиан Шад, Альбер Марке, Бальтюс и Леонор Фини.
Более чувственные взаимоотношения являются составной частью работ таких известных эротических художников-иллюстраторов, как Эдуар Анри Авриль, Франц фон Байрос, Мартин ван Маэле, Фёдор Степанович Рожанковский, Герда Вегенер, Vala Moro и Tom Poulton.
В отличие от Запада, в японской культуре тема лесбийской любви, равно как и сами подобные отношения, не находились под запретом. Лесбийские мотивы проявляются (хотя и в меньшей степени, чем гетеросексуальные или связь между мужчинами) и в классическом японском эротическом жанре сюнга, включая работы таких мастеров, как Утамаро, Хокусай, Кацукава Сюнсё, Утагава Кунисада, Утагава Куниёси, Янагава Сигэнобу, Кэйсай Эйсэн, Каванабэ Кёсай, и Икэда Тэруката. Важную роль лесбийские эротические мотивы играют в творчестве современной художницы Одри Кавасаки.

## Кино
Лесбиянство (или намёк на его присутствие) нашло отражение в фильмах довольно рано. Поначалу изображение лесбиянок в кино копировалось из соседнего жанра, литературы, путём переноса способов и целей показа персонажей книг на героев фильмов. Женщина, бросающая вызов устоявшемуся восприятию своей женской роли, воспринималась более спокойно, чем мужчина, ставящий под сомнение свою мужественность. Актрисы в роли мужчин появились с 1914 года (Эдит Сторей в фильме «Очарование Флориды»). В «Марокко» (1930) Марлен Дитрих поцеловала другую женщину в губы, Кэтрин Хепбёрн сыграла мужчину в «Кристофере Стронге» (1933) и ещё раз в «Сильвии Скарлетт» (1936). Открыто женская гомосексуальность показана в фильме «Ящик Пандоры» (1929) в исполнении Луизы Брукс и Алис Робер.
Однако принятие в 1930 году Кодекса Хейса запретило любые ссылки на гомосексуальность в фильмах под грифом «сексуальные извращения». Немецкие фильмы продолжали изображать гомосексуальность и показывались по всей Европе. Первый фильм, темой которого стали непосредственно сами лесбийские отношения, был «Девушки в униформе» (1931), снятый по роману Кристы Винслоу режиссёром Леонтин Саган. Фильм был создан, в основном, усилиями женского коллектива. Картина произвела сильный эффект в среде немецких лесбийских клубов, который, однако, был перекрыт культом, последовавшим за фильмом «Голубой ангел» (1930). «Девушки в униформе» не демонстрировались в США из-за того, что в картине показывалась любовь девушки-подростка к учительнице.
Длительный период действия кодекса Хейса сильно повлиял на отображение гомосексуальности в кинематографе, учитывая роль Голливуда в этой сфере. В силу действия кодекса, лесбиянство после 1930 года практически исчезло из фильмов, даже из тех, замысел которых изначально предполагал явное присутствие персонажей-лесбиянок. Вплоть до 1980—1990-х годов любое касание темы лесбийской любви в фильмах всегда заставляло зрителей лишь предполагать, что такие отношения действительно имели место, догадываясь об этом по развитию сюжета или отдельным репликам персонажей.
В 1934 году состоялась постановка на Бродвее дебютной пьесы сценаристки Лилиан Хеллман «Детский час». По сюжету пьесы основавшие школу для девочек директриса и учительница становятся мишенью злонамеренно распространяемых недовольной ученицей сплетен. Скоро женщинам приходится столкнуться с публичными обвинениями в лесбийской связи. Пьеса была номинирована на Пулитцеровскую премию, запрещена в Бостоне, Лондоне и Чикаго и побила рекорд представлений в Нью-Йорке (691 показ). Однако экранизация пьесы, осуществлённая Билли Уайлером, внесла значительные изменения в сюжет. Отношения преобразовались в гетеросексуальный любовный треугольник, и сам фильм сменил название на «Эти трое» (1936). Биографический фильм «Королева Кристина» (1933) с участием Греты Гарбо завуалировал большинство намёков на романы шведской королевы с женщинами, хотя его лесбийская чувственность была отмечена многими. Гомосексуальность, лесбиянство явно никогда не упоминались в фильмах вплоть до тех пор, пока Кодекс не был отменён. Причина, по которой цензоры приказали убрать лесбийскую сцену из «Оливии» (1954): она «…непристойна и может повлечь крах морали». «Всё о Еве» (1950) первоначально имел по сценарию в качестве главной героини лесбиянку, но в финальной версии фильма это практически не заметно.
В 1960-х Кодекс стал считаться устаревшим. В 1961 Уильям Уайлер снимает новую версию «Детского часа» с Одри Хепбёрн и Ширли Маклейн. После того, как персонаж Маклейн осознаёт свою любовь к женщине, она кончает жизнь самоубийством. Это создало прецедент. С тех пор многие фильмы, затрагивающие гомосексуальность, имели печальный конец. Часто действующих лиц с гомосексуальной ориентацией в конце убивают, например, смерть героини Сэнди Деннис в «Лисе» (1968). Если же лесбиянка — не жертва, то тогда она показывалась злодейкой либо разрушительницей морали, подобно персонажам хозяйки борделя в исполнении Барбары Стенвик в фильме «Прогулка по беспутному кварталу» (1962) и Шелли Уинтерс в «Балконе» (1963). «Ребекка» (1940) Альфреда Хичкока, снятая по роману Дафны Дюморье, более-менее открыто ссылалась на лесбийские отношения, но два персонажа, вовлечённые в них, изображены с отрицательной стороны: миссис Дэнверс изображена как одержимая жестокая невротичка, а оставшаяся за кадром Ребекка описывается эгоистичной, злобной и склонной к самоубийству. Лесбиянки как жестокие женщины показаны в фильмах про женские тюрьмы («Взаперти» (1950)) или, например, героиня Розы Клебб в «Из России с любовью» (1963). Неоднократно повторяется тема лесбиянок-вампиров: «Дочь Дракулы» (1936), «Кровь и розы» (1960), «Голод» (1983). «Основной инстинкт» (1992), где главный персонаж — бисексуальная убийца в исполнении Шэрон Стоун, стал одним из фильмов, вызвавшим бурю протестов против изображения лиц гомосексуальной ориентации как жестоких личностей.
Первым фильмом, рассматривающим лесбиянство с примечательной глубиной, был фильм «Убийство сестры Джордж» (1968), снятый в клубе «Гейтвей» — лесбийском пабе в Лондоне, имеющем длительную историю. В фильме впервые за долгое время показан персонаж, однозначно воспринимаемый как лесбиянка. Историк кино Вито Руссо считает картину неоднозначным толкованием многогранного персонажа, которого другие лесбиянки принуждают замкнуться и утратить свою открытость и прямоту.
«Личный рекорд» (1982) и «Лиана» (1983) рассматривают лесбийские отношения с большей симпатией, чем это было до тех пор, а также включают в себя любовные сцены, хотя ни в одном из фильмов отношения не являются счастливыми. «Личный рекорд» критиковался за использование стандартного клише, когда женщина возвращается к отношениям с мужчиной, подразумевая, что её лесбийские наклонности были лишь временными, а также за трактование лесбийских отношений с неприкрытым вуайеризмом. Весьма неопределённое изображение персонажей получилось в «Силквуд» (1983), «Цветах пурпура» (1985) и «Жареных зелёных помидорах» (1991), несмотря на то, что исходный материал однозначно определял сексуальную ориентацию героев.
Фильмы крупных киностудий с открыто показанными лесбийскими отношениями, персонажами-лесбиянками, вызывающими симпатию, а также лесбиянками в роли главных действующих лиц начали выходить в 1990-х годах.
Эра независимого фильмопроизводства принесла различные сюжеты, авторов и режиссёров. Фильм «Неприкаянные сердца» (1985) стал одним из наиболее успешных. Снятый лесбиянкой Донной Дич, он основан на романе «Пустыня сердца» Джейн Рул. Критики по-разному восприняли картину, но она заслужила тёплый отклик в гей-прессе.
Поздние 1980-е и 1990-е открыли целую серию фильмов, объединённых под названием New Queer Cinema, рассматривающих тему гомосексуальной любви серьёзно. Фильмы, рассматривающие лесбиянство, это и авангардная романтическая комедия Розы Троше «Ловись, рыбка» (1994), и первый фильм об афроамериканских лесбиянках «Женщина-арбуз» (1995). Реализм в фильмах о лесбиянках получил дальнейшее развитие с появлением романтических историй, таких как «Две влюблённые девушки» (1995), «Когда опускается ночь» (1995), «Лучше, чем шоколад» (1999), в социальной сатире «Неисправимые» (2001). Произошло переосмысление темы лесбиянок как жестоких личностей путём рассмотрения сложной мотивации персонажей фильмов «Небесные создания» (1994) Питера Джексона, оскароносного фильма-биографии Эйлин Уорнос «Монстр» (2003), а также исследование многогранных проявлений сексуальности и гендера в фильмах «В погоне за Эми» (1997), «Целуя Джессику Стейн» (2001), «Парни не плачут» (1999). В 2015 году появился независимый фильм Мэри Агнес Донохью «Свадьба Дженни», где впервые большая часть сюжета посвящена организации однополой свадьбы, промокампания картины была приурочена к официальной легализации однополых браков в США на федеральном уровне.
В целом, в современном кинематографе, затрагивающем тему гомосексуальности, можно отметить появление фильмов с героями, которых занимают не только проблемы сексуальной ориентации, а гораздо более широкий круг вопросов, связанных с лесбийскими отношениями, которые нельзя свести лишь к сексуальному желанию и выяснению взаимоотношений между влюблёнными. Примерами таких фильмов могут служить «Если бы стены могли говорить 2» (2000), «Трещины» (2009), и другие.
См. также Фильмы на лесбийскую тематику

## Театр
- В 1924 году Мейерхольд ставит в ТиМе «революционное обозрение» «Д. Е.» («Даёшь Европу», М. Г. Подгаецкий, по роману И. Эренбурга «Трест Д. Е.» и произведениям Бернхарда Келлермана). Зритель, среди прочего, был потрясён не только джаз-бандом под руководством Валентина Парнаха в прорисовке растленного образа «фокстротирующей Европы», но и одним из ярких танцевальных номеров спектакля — «Лесбос», в исполнении Зинаиды Райх и Марии Бабановой. Мейерхольд, знакомый с только что изданном в СССР романом «Женщина-холостяк» («Моника Лербье»)[20] Виктора Маргерита и провозглашавший своей постановкой курс на «кинофикацию театра», мог быть осведомлён о фильме Армана Дю Плесси[фр.] «La Garçonne», 1923, запрещённого к показу Цензурным комитетом Франции за «непристойные ласки» (фр. «attouchements indécents») и «похотливые танцы» (фр. «danses lubriques»)[21].
- 12 июля 1926 в «Театре дё Пари»[фр.] состоялась премьера инсценировки скандального романа Виктора Маргерита «Холостячка» (фр.  «La Garçonne»). Роль Моники Лербье исполняла Рене Фальконетти, прежде известная театральной публике по ролям лучезарных инженю и очаровательных субреток. Постановка произвела фурор, актриса сразу же была причислена к иконам стиля «безумных двадцатых»[фр.][22]. Есть все основания полагать, что выбор актрисы на роль Жанны д’Арк в в своём киношедевре датский режиссёр Карл Теодор Дрейер произвёл не без знакомства с постановкой в «Театр дё Пари».
- 2007 — Спектакль «Лесбияночки шума цунами», по одноименной пьесе авангардного драматурга Михаила Волохова с костюмами Вячеслава Зайцева[23].

## Музыка
- Участницы российской группы Тату в начале карьеры были представлены публике как лесбийская пара, затем отказались от этой идеи. Первым хитом группы является песня из дебютного сингла группы — «Я сошла с ума» (в английском аналоге «All The Things She Said»), повествующая о любви двух девочек-школьниц. Другие песни из репертуара группы, в которых затронута лесбийская тема: «Я твоя не первая» («Show Me Love»), «Зачем я» («Stars»), «Нас не догонят» («Not Gonna Get Us»), «30 минут», «Ты согласна», «Что не хватает», «Loves Me Not», «You and I», «Fly On The Wall».